# Николай Носков
Никола̀й Ива̀нович Носко̀в (12 януари 1956 г., Гжатск) е руски музикант, певец, композитор. Петкратен притежател на наградата „Златен грамофон“. Заслужил артист на Руската федерация

## Биография
Николай Носков е роден на 12 януари 1956 г. в град Гжатск Смоленска област (днес Гагарин) в работническо семейство. Баща му, Иван Александрович Носков, по произход е циганин, работил е в месокомбинат. Майка му, Екатерина Константиновна Носкова, е била доячка, работила е и в строителството. Освен Николай, в семейството има още четири деца.
Когато Николай навършва 8 години, семейството се преселва в град Череповец. От детството си Николай участва в самодейни колективи. На 14 години получава първата си награда за най-добър певец на конкурс на Северозападния регион.
Професионално музикално образование той няма. Сам се научава да свири на пиано, китара и барабани, а по време на службата си във Въоръжени сили на СССР свири на тромпет.
През 1978 г. Николай се жени за приятелката си Марина. През 1991 г. се ражда дъщеря им Катерина.
През 2015 г. му се ражда внучка – Мирослава. През 2017 г. му се ражда втора внучка – Валерия
Неговото любимо хоби е грънчарството и да пътуват по света.
Той е вегетарианец
През 2017 г. Николай постъпва в болница със съсирек в района на шийните прешлени, вследствие на което преживява инсулт. След рехабилитация се появява пред публика през есента на 2018 г., макар и в инвалидна количка.

## Творчество
Николай Носков участва в съвместни проекти с много руски и чужди композитори и музиканти, в това число Александър Зацепин и Едуард Артемиев.
От 1981 г. Носков участва в ансамбъл „Москва“, с който през 1982 г., като лидер вокалист и китарист, под диригентството на Давид Тухманов, записва албума „НЛО“ на фирмата „Мелодия“.
От пролетта на 1984 г. Николай Носков работи основно като солист на ансамбъла „Поющие сердца“ под ръководството на Виктор Векщейн. През 1985 г. се пробва на мястото на вокалист към бъдещата група „Ария“.
През 1987 г. изпълнява няколко песни в музикалните филми „Островът на загиналите кораби“ и „Тя с метла, той с черна шапка“.
От 1987 г. работи в групата „Горки Парк“ като вокалист и композитор.
Носков записва песни, изпълнени в дует с майсторите на рока Джон Бон Джоуви и Клаус Майне („Scorpions“) съответно през 1989 и 1990 г.
Песента му „Bang“ заема първите места в хит парадите на радиостанциите в САЩ, а в Скандинавия я признават за песен на годината. Видеоклипът на тази песен се издига до 3-то място в чартовете на MTV. Албумът „Gorky Park“ през 1989 г. заема 81-во място в списъка от двестата най-популярни албума на списание „Billboard“, а в Дания е признат за „златен“ по продажби.
В началото на 1990-те Носков напуска „Горки Парк“, а през 1993 г. започва солова кариера, създавайки групата „Николай“. С нея през 1994 г. той записва албума „Mother Russia“ на английски език, който обаче не получава признание нито в Русия, нито в чужбина.
През 1996 г. започва неговото сътрудничество с продуцента Йосиф Пригожин, което продължава 4 години.
През 1998 г. издава дебютния си албум „Блажь“, някои песни от който (Солнце, Мой друг, Дай мне шанс, Лунный танец, Я не модный и Ты не сахар) са изпети в жанра синтпоп, ритъм енд блус и денс-рок.
През 1999 г. издава албума „Стёкла и бетон“, някои песни от който (Снег, Стёкла и бетон, Я твой DJ, Как прекрасен мир, Я тебя прошу, Узнать тебя) са от жанра денс-рок и трип-хоп.
През 2000 г. издава албума „Дышу тишиной“, а песента „Это здорово“ се превръща във визитна картичка на певеца и е най-големият му златен хит. През същата година се състои концерт-промоция на албума в Държавния кремълски дворец, сред гостите са звезди като Йосиф Кобзон, Паскал, Александър Маршал, Валери ДиДюЛя, Алла Пугачова, Филип Киркоров, Мурат Насиров, Кристина Орбакайте и продуцентът му Йосиф Пригожин.
През 2001 г. издава концертен албум „Лучшие песни в сопровождении симфонического оркестра“. През същата година участва в новогодишна телефилм „Стари песни за най-важното. Послепис“ с песента на Валери Леонтиев „Дельтаплан“.
През 2002 г. основава фондация за подкрепа на етническата музика „Дикий мёд“.
През 2003 г. представя концерт на име „Ра-Дуга“ в Държавния кремълски дворец.
През 2006 г. издава албума „По пояс в небе“. Някои песни от този албум са с ориенталски мотиви, част от музиката се изпълнява на башкирска тръстикова флейта курай. През същата година се състои концерт-промоция на албума и 50-ата му годишнина и 25-години творческа дейност, в Държавния кремълски дворец на който той изпява песента в дует с Надежда Бабкина, Сергей Мазаев и група Моральный кодекс, Горки Парк и нейния дългогодишен приятел, китариста Алексей Белов. През тази година участва в проекта „Две звезди“, той пее с популярния телевизионен водещ Екатерина Стриженова, след три епизода, той се разболява, вместо това беше заменен от друг певец Александър Малинин.
През 2009 г. представя концерт в Лужники и ГЦКЗ „Россия“, където изпълнява песни по стихове поети от Сребърен век
През 2011 г. изпълнява песента „Мелодия“ в музикалното ТВ шоу „Собственост на Република“, която печели първо място в окончателната програма. През същата година е концертът „Это здорово“ по случай 55-ата му годишнина и 30 години творческа дейност, на който той изпява песента в дует с певицата Пелагея, певец Владимир Пресняков и нейния дългогодишен приятел, китариста на Горки Парк Алексей Белов. На същия концерт той представя своя струнен квартет „Magnetic Fantasy“. Албумът „Оно того стоит“, който записва за първи път от пет години, не се освобождава.
През 2012 г. записва и издава албума „Без названия“ в Германия, производител е студиото Horst Schnebel. През същата година е концертът „Я улыбаюсь“, на който той изпява в дует с певицата Полина Гагарина.
През 2014 г. участва като член на журито на телевизионното шоу превъплъщение „Голяма промяна“, двойно дует с участниците, които пяха в неговия образ. През същата година е концертът „Трилогия“, която се проведе в три действия. През тази година участва като участник телешоу „Живой звук“.
През 2015 г. участва като ментор в риалити шоуто „Главная сцена“, руския аналог на българското предаване X Factor, но след четири епизоди той се отказва от участие.
На 14 октомври 2016 г. певецът отбеляза 60-ата си годишнина и 35 години на музикалната сцена със самостоятелен концерт в Крокус Сити Хоул с участието на симфоничния оркестър на МВР, хора на Сретенския манастир и певеца Александър Иванов. Една седмица преди концерта издава колекция от песни „The Best“.
В края на май 2019 г. той обявява, че е започнал да записва албум и неговият солов концерт ще се проведе в края на годината.
На 9 декември същата година се провежда концерт „Живой“, на който присъстват колегите му Диана Арбенина, Валери Сюткин, Наргиз, Валерия, Александър Иванов и други. Две седмици по-рано пуска песента „Живой“

## Дискография

### Студийни албуми в състава на група Москва
- 1982 – НЛО

### Студийни албуми в състава на група Гран-при
- 1988 – К теологии (EP)

### Студийни албуми в състава на група Горки Парк
- 1989 – Gorky Park

### Студийни албуми в състава на група Николай
- 1995 – Mother Russia

### Самостоятелни студийни албуми
- 1998 – Блажь (друго име – Я тебя люблю)
- 1999 – Стёкла и бетон (друго име – Паранойя)
- 2000 – Дышу тишиной
- 2006 – По пояс в небе
- 2011 – Оно того стоит[20][21]
- 2012 – Мёд (друго име – Без названия)[22]
- 2019 – Живой

### Други албуми
- 2001 – „Лучшие песни в сопровождении симфонического оркестра“ (друго име – Live)
- 2002 – Лучшие песни (друго име – Best)
- 2003 – Океан любви
- 2008 – Лучшие песни
- 2008 – Дышу тишиной
- 2016 – The Best

Съавтор на Николай Носков е поетът Алексей Чуланский (текстове на песните „Дай мне шанс“, „Снег“, „Мой друг“, „Солнце“ и много други).

## Награди, премии
- 1992 – награда „Профи“
- 1996 – награда „Златен грамофон“ за песента „Я не модный“
- 1998 – награда „Златен грамофон“ за песента „Я тебя люблю“
- 1999 – награда „Овация“ в номинацията за „Солист на годината“[23]
- 1999 – награда „Златен грамофон“ за песента „Паранойя“
- 1999 – Медал на МВР „За службу на Кавказе“
- 1999 – Медал на Министерството на отбраната „За укрепление боевого содружества“
- 1999 – Медал „Ревнителю русской словесности“ на обществото на пушкинистите
- 2000 – награда „Златен грамофон“ за песента „Это здорово“
- 2004 – Медал „За содействие МВД России“
- 2006 – Медал „За благородные дела во славу отечества“
- 2009 – награда на Федерална служба за сигурност в номинацията „Музикално изкуство“ за изпълнението на песента „Павшим друзьям“.
- 2015 – награда „Златен грамофон“ за песента „Это здорово“ (юбилейна 20-а награда)
- 2018 – Заслужил артист на Руската федерация.[24].[25][26]

### Златен грамофон
| Година | Номинирано произведение | Категория | Резултат |
| ------ | ----------------------- | --------- | -------- |
| 1996   | „Я не модный“           | Песен     | Победа   |
| 1998   | „Я тебя люблю“          | Песен     | Победа   |
| 1999   | „Паранойя“              | Песен     | Победа   |
| 2000   | „Это здорово“           | Песен     | Победа   |
| 2015   | „Это здорово“           | Песен     | Победа   |